# Evarcha awashi
Evarcha awashi là một loài nhện trong họ Salticidae.
Loài này thuộc chi Evarcha. Evarcha awashi được Wanda Wesołowska & Tomasiewicz miêu tả năm 2008.